# Mont Steere
Le mont Steere est un volcan bouclier des monts Crary, dans la terre Marie Byrd, en Antarctique.
La montagne a été cartographiée par l'Institut d'études géologiques des États-Unis (USGS) à partir d'études et de photos aériennes de l'US Navy prises entre 1959 et 1966.
Le volcan a été nommé par l'US-ACAN en l'honneur du botaniste William C. Steere (en), biologiste à la station McMurdo pendant la saison 1964-1965.

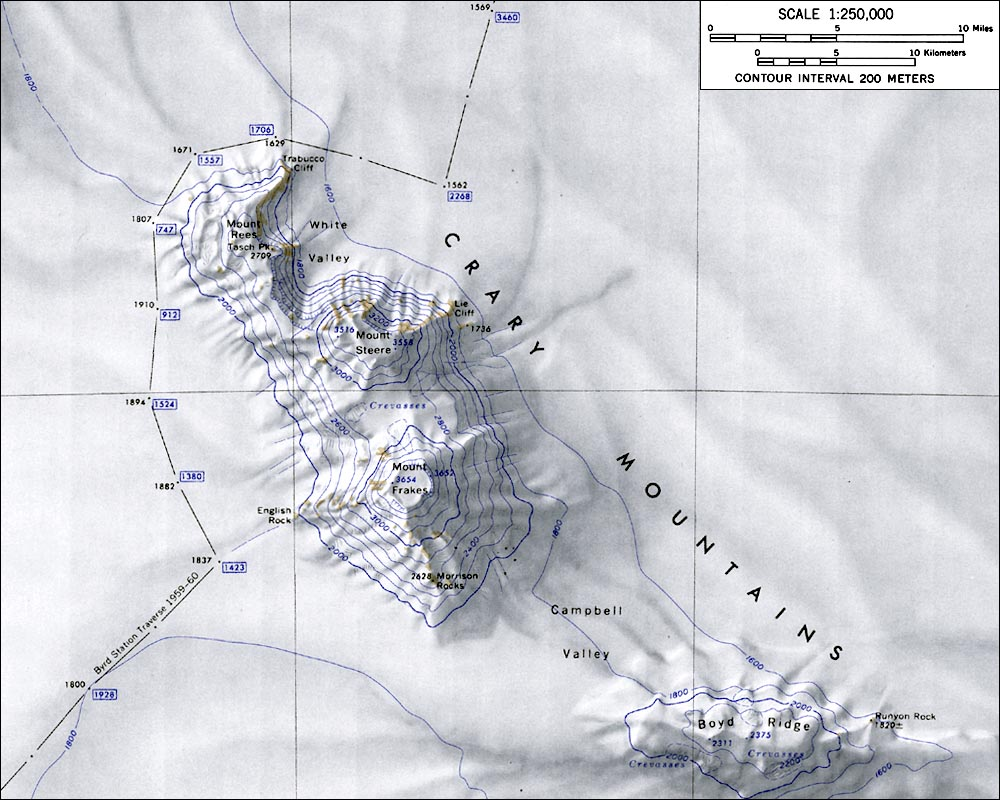
Carte topographique des monts Frakes et Steere (échelle 1:250000) de l'USGS dans les monts Crary.